# Olson Peaks
Die Olson Peaks sind zwei benachbarte und bis zu 1335 m hohe Berge an der Hillary-Küste der antarktischen Ross Dependency. Sie ragen 6 km westlich des Kap Lankester an der Nordflanke des Bertoglio-Gletscher auf.
Der United States Geological Survey kartierte sie anhand von Tellurometervermessungen und Luftaufnahmen der United States Navy aus den Jahren zwischen 1959 und 1963. Das Advisory Committee on Antarctic Names benannte sie 1965 nach Gary D. Olson von der United States Army, der zwischen 1961 und 1962 an den Tellurometervermessungen beteiligt war.